# Jordyn Huitema
Jordyn Pamela Huitema (Chilliwack, Columbia Británica, Canadá; 8 de mayo de 2001) es una futbolista canadiense que juega de delantera para la selección de Canadá y para el OL Reign de la National Women's Soccer League de Estados Unidos.

## Biografía
Huitema nació en Chilliwack, Columbia Británica. Comenzó a jugar al fútbol a los cuatro años en el Chilliwack FC. Asistió al colegio Rosedale Middle School en Chilliwack. Su hermano Brody jugó en el equipo de fútbol de la Universidad de Duke. Su hermano Trent Huitema jugó hockey sobre hielo en el Humboldt Broncos de la Saskatchewan Junior Hockey League.
su padre era canadiense y su madre francesa

## Trayectoria
Huitema firmó por el TSS FC Rovers de la Women's Premier Soccer League para la temporada 2018.

### Paris Saint-Germain
La canadiense llamó la atención del Paris Saint-Germain por primera vez mientras disputaba la Copa de Algarve 2017 con la selección de Canadá. En ese momento, su compañera de selección Ashley Lawrence jugaba para el club parisino y el director general del equipo estuvo presente en el evento en el que Huitema «tuvo muchos minutos y jugó bien».
El 23 de julio de 2018 se anunció que Huitema jugaría con el PSG durante la Women's International Champions Cup de ese año. No firmó un contrato profesional con el equipo, lo que le permitió mantener la elegibilidad universitaria, ya que en ese momento también estaba sopesando ofertas para jugar en la Universidad de Stanford o en la UCLA, ambos participantes de la NCAA. Fue titular con el PSG durante un amistoso de pretemporada contra  el Manchester City Women el 24 de julio. Huitema también estuvo en el equipo inicial cuando el PSG cayó en las semifinales de la Copa de Campeones Internacional por 2-1 ante el North Carolina Courage. El 24 de enero de 2019, Huitema anunció que dejaría la universidad y comenzaría su carrera profesional. En mayo del mismo año, el PSG confirmó que Huitema había firmado un contrato de cuatro años con el club.
La delantera obtuvo su primer título profesional en junio de 2021, cuando el PSG derrotó al Dijon por 3-0, siendo Huitema la encargada de sellar el resultado con un gol de cabeza. Este título de la División 1 Féminine (2020-21) fue el primer título de liga en la historia del club parisino. En total participó en 16 partidos, anotando 3 goles y 2 asistencias.
En 2020, Huitema se convirtió en la máxima goleadora canadiense de la Liga de Campeones Femenina antes de cumplir 20 años, récord que posteriormente superó Cloé Lacasse.
Después de su tercera temporada con el PSG, Huitema se abrió a nuevas ofertas de clubes para obtener más titularidad y tiempo del que tenía en el equipo francés.

## Estadísticas

### Clubes
| Club                | País           | Año             |
| ------------------- | -------------- | --------------- |
| París Saint-Germain | Francia        | 2019 - 2022     |
| OL Reign            | Estados Unidos | 2022 - presente |

### Títulos nacionales
| Título                   | Club                | Año     |
| ------------------------ | ------------------- | ------- |
| Division 1 Féminine      | Paris Saint-Germain | 2020-21 |
| Copa Femenina de Francia | Paris Saint-Germain | 2021-22 |

### Títulos internacionales
| Título                     | Equipo | Sede  | Año  |
| -------------------------- | ------ | ----- | ---- |
| Juegos Olímpicos de Verano | Canadá | Tokio | 2020 |

(*) Incluyendo la Selección

## Vida personal
Huitema mantuvo una relación sentimental desde 2017 hasta 2022 con el futbolista canadiense del Bayern de Múnich Alphonso Davies.
Desde finales 2022 está en pareja con el beisbolista del Seattle Mariners Julio Rodríguez.